# Петрівка (Прибузька сільська громада)
Петрі́вка — село в Україні, у Прибузькій сільській громаді Вознесенського району Миколаївської області. Населення становить 115 осіб. До 2017 року орган місцевого самоврядування — Богданівська сільська рада.